# Melanie Moore (Pornodarstellerin)
Melanie Moore (* 1. März 1962 in Tulsa, Oklahoma) ist eine US-amerikanische Pornodarstellerin und ein Nacktmodel.

## Karriere
Melanie Moore stammt aus einer Familie die beim US-Militär arbeitete. Moore war einer der wenigen weiblichen Porno-Stars der 1990er Jahre die damals Interracial Sex Filme, also Filme mit schwarzen Darstellern, drehte. Was ihr den Beinamen der Interracial Anal Queen der 90er Jahre einbrachte. Sie begann ihre Porno-Karriere im Jahr 1991 und beendete sie 1994. Sie hatte über 130 Pornofilmauftritte.
Moore gewann 1993 den AVN Award in der Kategorie „Best Supporting Actress, Video“ im Film Party of Payne.

## Filmografie (Auswahl)
- 1991: Deep Cheeks II
- 1993: The Girls’ Club
- 1993: Party of Payne
- 1995: Diamond in the Rough
- 1997: Pierced Shaved and Anal
- 1999: Group Therapy 2

## Auszeichnungen & Nominierungen
- 1993: AVN Award – Best Supporting Actress, Video[3]